# Eurodisco
L'eurodisco és un gènere dance que va evolucionar des de la música disco dels anys 70 i va ser l'antecedent de l'eurodance, l'europop i altres similars. El nom està influït pel Festival de la Cançó d'Eurovisió, que marcava la moda de cançons ballables, lleugeres, les quals incorporaven massivament el sintetitzador als teclats i les guitarres pròpies del pop i del rock. Aquestes peces de tornada coneguda i estructura melòdica es van fer populars a les discoteques, creant la fusió del nom eurodisco.
Alguns grups i cantants que van conrear aquest gènere són Bananarama, Erasure, Gazebo, Wham! i determinades cançons d'ABBA. El gènere va tenir força èxit a Itàlia, on més endavant sorgiria l'italodisco, una variant local amb lletres més romàntiques.